# Santa Maria dos Mártires (diaconia)
Santa Maria dos Mártires (em latim, Sanctae Mariae ad Martyres) foi uma diaconia instituída em 23 de julho de 1725 pelo Papa Bento XIII, também conhecida como Santa Maria Rotonda, por conta do formato circular de Santa Maria ad Martyres. Em 26 de maio de 1929, pela constituição apostólica Recenti conventione, o Papa Pio XI transferiu para a igreja de Santo Apolinário, conforme estipulado no artigo 15.º da Concordata entre a Santa Sé e a Itália.

## Titulares protetores
- Nicolò del Giudice (1725-1743)
- Alessandro Albani (1743-1747)
- Carlo Maria Sacripante (1747-1751)
- Mario Bolognetti (1751-1756)
- Prospero Colonna di Sciarra (1756-1763)
- Domenico Orsini de Aragão (1763-1777)
- Antonio Casali (1777-1787)
- Inácio Caetano Boncompagni-Ludovisi (1787-1789)
- Antonio Maria Doria Pamphilj (1789-1800)
- Romoaldo Braschi-Onesti (1800-1817)
- Ercole Consalvi (1817-1824)
- Stanislao Sanseverino (1825-1826)
- Agostino Rivarola (1826-1842)
- Adriano Fieschi (1843-1853)
- Vincenzo Santucci (1854-1861)
- Roberto Giovanni F. Roberti (1863-1867)
- Gaspare Grassellini, C.O. (1867-1875)
- Enea Sbarretti (1877-1884)
- Carmine Gori-Merosi (1884-1886)
- Luigi Pallotti (1887-1890)
  - Vacante (1890-1901)
- Felice Cavagnis (1901-1906)
  - Vacante (1906-1929)
- Diaconia suprimida em 1929